# 남재현 (의료인)
남재현(南在賢, 1963년 7월 12일 ~ )은 대한민국의 내과 전문의 겸 의과대학 교수 및 의학박사이며 CEO 기업가이다.
본관은 의령(宜寧)이다. 그는 내분비내과 전공 의학박사이며, 연세대학교 의과대학 외래교수를 역임하였다. 현재 서울 남재현 프렌닥터 내과 의원 CEO 원장이다.

## 이력
서울 중구 필동에서 출생하였고 지난날 한때 큰아버지가 거주하던 강원도 춘천 조양동에서 잠시 유아기를 보낸 적이 있으며 작은아버지가 거주하던 전라남도 순천 도사동에서 잠시 유년기를 보낸 적이 있는 그는 1982년 서울 경복고등학교 졸업을 거쳐 서울대 치과대학에 입학하였지만, 갑작스럽게 학생 운동에 연루되면서 예과 2학년 때였던 1983년에 제적(대학 학적 강제 제명)된 후 이듬해 1984년 연세대학교 의과대학에 입학했다. 1990년 연세대 의대 의학사 학위 취득 후 육군 군의무장교 복무하였고 서울 신촌 세브란스 종합병원에서 인턴, 레지던트 과정을 밟았으며 연세대 의과대학원에서 내분비내과의학 박사 학위를 받았고 내과·내분비내과 전문의 및 의학박사로써 연세대 의대 내과학 외래교수와 서울대 의대 내과학 외부강사를 역임하였다.

그는 예비역 대한민국 육군 군의관 대위 출신이며 1993년 12월에는 2년 연하의 예비역 여군 대위 최정임(崔晶荏)과 결혼하여 이후 그녀와 사이에서 딸 남정은(1994년생)과 아들 남정호(1996년생)를 두었다. 부인 최정임(崔晶荏, 본관은 강릉(江陵))은 1967년 경상북도 울진군 평해면 평해리에서 출생하였고 경상북도 울진군 후포면 후포리에서 성장하였으며 1988년 국간사 간호학사를 거쳐 1991년 연세대 보건대학원을 보건학 석사 학위한 이후 1995년 5월 예비역 대한민국 육군 간호장교 여군 대위 예편하였고 서울 강남 세브란스 종합병원 간호부 부장을 역임하였다.
- 서울 남재현 프렌닥터 내과 의원 CEO 원장
- 연세대학교 의과대학 내과 외래교수
- 서울대학교 의과대학 내분비내과학 외부강사
- 연세대학교 의과대학 내과학 강사
- 연세대학교 의과대학 세브란스병원 전공의(인턴·레지던트)
- 한국성인병예방협회 이사장
- 유럽당뇨병학회 회원
- 미국당뇨병학회 회원
- 대한당뇨병학회 보험약제위원
- 대한당뇨병학회 논문심사위원
- 대한영양의학회 편집간사
- 대한비만학회 편집간사
- 당뇨병예방학 교육자 인증서 취득

## 학력
- 1976년 남산초등학교 졸업
- 1979년 배명중학교 졸업
- 1982년 경복고등학교 졸업
- 1983년 서울대학교 치과대학 중퇴
- 1990년 연세대학교 의과대학 의학사
- 1992년 연세대학교 경영대학원 경영학 석사
- 1994년 연세대학교 의과대학원 의학석사
- 1998년 연세대학교 의과대학원 의학박사

### 비학위 수료
- 1999년 베를린 대학교 융합과학교육연구과정 수료
- 2001년 서울대학교 경영대학원 최고경영자과정 수료

## 출연작

### TV 방송
- JTBC 《알짜왕》
- SBS Plus 《불편한 진실 메디컬X》
- JTBC 《닥터의 승부》
- SBS 《자기야-백년손님》
- KBS1 《TV는 사랑을 싣고》

## 저서

### 저술
- 의사가 말해주는 내몸에 좋은 다이어트 나쁜 다이어트 (2002.7.5)
- 우리아이 날씬하게 (소아에서 청소년까지, 비만 탈출 8주 프로그램) (2003.12.5)
- 다이어트 완전정복(굿바이 비만증) (2009.5.22)
- 남재현 박사가 가르쳐주는 뱃살빼는 다이어트 (2014.7.28)
- 병에 걸리지 않는 생활습관병 건강백서 (2016.4.7)

### 수필
- 후포리 남서방 이야기 (2015.8.10)
- 인생은 꽃보다 열매 (2016.6.10)